# Municipi A de Montevideo
El municipi A (en castellà, municipio A) és un dels vuit municipis de Montevideo, Uruguai. És un dels municipis més grans i poblats, ocupant la porció occidental del departament. Gran part del municipi té funció administrativa i econòmica.
Va ser creat mitjançant el decret 11.567 del 13 de setembre de 2009, ratificat posteriorment.

## Geografia
El municipi A és, al costat del G, un dels dos municipis més grans de Montevideo. El riu Santa Lucía marca el seu límit septentrional amb el departament de San José, el Riu de la Plata es troba al sud i oest, i al nord s'ubica el rierol Melilla, el qual marca la frontera amb el municipi G. A l'est limita amb el municipi C.

## Població
D'acord amb les dades del cens del 2009, el municipi tenia 155.000 habitants.

## Barris
Cadascun dels municipis de Montevideo se subdivideix en barris (barrios). En concret, el municipi A es troba format pels següents barris: Belvedere, Villa del Cerro, La Teja, Nuevo París, Pajas Blancas, Paso de la Arena, Prado (nord), Santiago Vázquez, Sayago (oest), i Tres Ombúes-Pueblo Victoria, entre d'altres.